# Lei de introdução às normas do direito brasileiro
A Lei de Introdução às Normas do Direito Brasileiro (LINDB)  (anteriormente denominada Lei de Introdução ao Código Civil (LICC)), disciplina as normas jurídicas brasileiras de uma maneira geral, sendo considerada uma norma sobre normas, ou norma de sobredireito.
Editada em 1942 como decreto-lei (n. 4657/42), foi renomeada por meio da Lei 12.376/2010 e está em vigor até hoje.
Contém um conjunto de preceitos que regulam a vigência, a validade, a eficácia, a aplicação, a interpretação e a revogação de normas no direito brasileiro, bem como delimita alguns conceitos como o ato jurídico perfeito, a coisa julgada e o direito adquirido. Consagra a irretroatividade como regra no ordenamento jurídico, ao mesmo tempo que define as condições para a ocorrência de ultratividade e efeito repristinatório. É, assim, uma "lei sobre a lei", ou norma de sobredireito.
Seu objetivo inicial foi orientar a aplicação do código civil, dirimindo controvérsias que foram surgindo desde a edição do primeiro código civil, em 1916. Atualmente não se limita apenas à lei civil, sendo referência para todas as normas do direito brasileiro.

## Conteúdo
A Lei de Introdução às Normas do Direito Brasileiro cuida dos seguintes assuntos: 
- Vigência e eficácia das normas jurídicas;

- Conflito de leis no tempo;

- Conflito de leis no espaço;

- Critérios hermenêuticos;

- Critérios de integração do ordenamento jurídico;

Como salienta Maria Helena Diniz, é uma lei de introdução às leis, por conter princípios gerais sobre as normas sem qualquer discriminação. É, pois, aplicável a todos os ramos do direito brasileiro.

## Pontos básicos
A lei de introdução às normas de direito brasileiro fixa e define algumas questões básicas, como o tempo de vigor da lei, o momento dos efeitos da lei, e a validade da lei para todos. Caracteriza-se por ser um metadireito ou supradireito, na medida em que dispõe sobre a própria estrutura e funcionamento das normas, coordenando, assim, a aplicação de toda e qualquer lei, e não apenas dos preceitos de ordem civil. Para melhor epitomizar tal faceta da LICC, alguns doutrinadores formularam a expressão "lei de introdução às leis". Apropriado seria chamá-la de Lei de Aplicação das Normas Jurídicas, e o fato de ser intitulada Lei de Introdução ao Código Civil deve-se a uma explicação histórica: os Códigos europeus que inspiraram a primeira codificação brasileira assim trataram do tema, referindo-o na parte inicial de seus textos, ou em lei anexa, com tal nomenclatura.
A LINDB atesta o fato de que, modernamente, como salientou o sociólogo Anthony Giddens[carece de fontes?], as instituições tendem a guardar um caráter reflexivo. No caso do direito, pode-se dizer, sem maiores hesitações, que o diploma de introdução ao código civil é uma forma de auto-reflexão do ordenamento jurídico, por meio da qual se estabelecem certos critérios de aplicabilidade que são passíveis de controle pelo Poder Judiciário.

## Direito Internacional Privado
Apesar de ser uma norma geral, a Lei de Introdução às Normas do Direito Brasileiro (LINDB) é especialmente utilizada para soluções na esfera do Direito Internacional Privado, que lida com temas relativos a conflito de leis no espaço, elementos de conexão, nacionalidade, e condição jurídica do estrangeiro.

## Função
Sua função portanto, não é tecnicamente reger relações sociais,mas sim as normas, uma vez que indica como interpretá-las ou aplicá-las, determinando-lhes a vigência e a eficácia, suas dimensões espaço-temporais, assinalando suas projeções nas situações conflitivas de ordenamentos jurídicos nacionais e internacionais, evidenciando os respectivos elementos de conexão. Como se vê, engloba não só o direito civil, mas também os diversos ramos do direito privado e público, notadamente a seara do Direito Internacional Privado. A Lei de Introdução é o Estatuto de Direito Internacional Privado; é uma norma cogente brasileira, por determinação legislativa da soberania nacional, aplicável a todas as leis. Assim, trata-se de uma norma máxima de compreensão do sistema jurídico brasileiro, que, além da evidente importância para a soberania nacional, regula a vigência e a eficácia de todas as outras, trazendo critérios para os seus conflitos no tempo e espaço, bem como estabelecendo parâmetros para a interpretação normativa (art. 4º) e garantindo a eficácia global do ordenamento positivo, ao não admitir o erro de direito (art. 3º) e reconhecer a necessidade de preservação das situações consolidadas em que o interesse individual prevalece (art. 6º).

## Revogação de normas
De acordo com o a artigo 2º, com exceção dos casos em que a lei tem tempo determinado para vigorar, a lei terá vigor até que outra lei a modifique ou revogue.
A revogação pode ser parcial (derrogação) ou total (ab-rogação) e também pode ser expressa (quando indica claramente o dispositivo legal a ser revogado) ou tácita (quando regule inteiramente o assunto tratado na lei anterior e quando há incompatibilidade de conciliação entre a antiga e a nova lei).
O Artigo 3º versa sobre o princípio da publicidade: "ninguém se escusa de cumprir a lei, alegando que não a conhece". O artigo 3°, de fundamental importância para os sistemas jurídicos modernos, garante, por meio de uma presunção, a eficácia global do ordenamento.
O Artigo 4º versa sobre o papel do juiz, tornando obrigatório o seu pronunciamento, mesmo quando a lei for omissa: "Quando a lei for omissa, o juiz decidirá de acordo com a analogia, os costumes e os princípios gerais de direito". Com isso, fica a obrigatoriedade do juiz em apreciar tudo o que for levado ao tribunal e o reconhecimento explícito, por parte do supradireito, da plenitude ou completude do ordenamento jurídico, que não possui lacunas (uma lei pode ser omissa, mas não o ordenamento jurídico).
O Artigo 5º diz que, na aplicação da lei, o juiz atenderá aos fins sociais a que ela se dirige e às exigências do bem comum. Assim, ao invés de aferrar-se à letra fria do texto, o juiz deve fixar-se claramente no objetivo da lei e da justiça: manter a paz social. Hoje em dia, diante dos objetivos fundamentais da República Federativa do Brasil, entre os quais consta a erradicação da pobreza e da marginalização (artigo 3°, III da Constituição Federal), pode-se dizer que os "fins sociais" a que alude o texto da LICC estão estreitamente vinculados à busca de maior igualdade material entre os cidadãos brasileiros e à modificação do caráter do direito de propriedade (artigo 5°, XXIII da Constituição Federal), que deixa de ser absoluto e incontrastável para tornar-se, a um só tempo, um instrumento de descentralização econômica (função clássica) e de bem-estar e igualdade social (função moderna).
A lei de introdução ao código civil estabelece, ainda, regras relativas ao domicílio, a correção de textos legais (nesse caso, a correção é considerada lei nova).
O Artigo 9º dispõe sobre as obrigações contraídas, dizendo que se regem pelas leis do país onde se constituíram. Isso veio a ser excepcionalmente importante nas relações internacionais privadas.
A lei de introdução ao código civil é um instrumento que orienta a sua própria aplicação, definindo e compondo diferentes situações.

## Alteração da nomenclatura da lei
Por meio da Lei nº 12.376, de 30 de dezembro de 2010, com entrada em vigor em 31 de dezembro de 2010, alterou-se a ementa da Lei de Introdução ao Código Civil (Decreto-Lei nº 4.657, de 4 de setembro de 1942), passando a vigorar com a seguinte redação: "Lei de Introdução às Normas do Direito Brasileiro." espantando-se qualquer dúvida acerca da amplitude do seu campo de aplicação.Portanto, esta passou a ser a denominação oficial da referida norma.
Segundo Maria Helena Diniz, a nova nomenclatura da lei é a mais adequada, visto que ela nunca se limitou a regular apenas os direitos e obrigações de ordem privada (âmbito civil), mas sim as normas jurídicas brasileiras em geral.